# Municipio di Salisbury
Il municipio di Salisbury (in inglese Salisbury Guildhall) è la sede dell'amministrazione di Salisbury nella contea del Wiltshire, Sud Ovest dell'Inghilterra, Regno Unito. Questo edificio è la sede del Consiglio comunale di Salisbury, ospita varie istituzioni di governance locale, risale al XVIII secolo ed è considerato monumento classificato di seconda categoria per il suo particolare interesse storico e architettonico.

## Storia
il Salisbury Guildhall sorge sul sito di un precente edificio demolito. La vecchia sede che svolse una funzione molto simile fu probabilmente costruita all'inizio del XIV secolo e un disegno della sua demolizione è presente al Salisbury Museum con una planimetria conservata al Devizes Museum. Il precedente edificio era noto come Municipio del Vescovo ed era da qui che i vescovi esercitavano i loro diritti feudali di giustizia penale e civile. Nel 1585 la Corporazione dei Mercanti costruì una nuova sede nelle sue vicinanze, chiamandola Council House. Dopo un banchetto col sindaco, nel novembre del 1780, la Council House fu distrutta da un incendio. Il secondo conte di Radnor si offrì di finanziare la costruzione di una nuova sede col vincolo che sorgesse al centro di Market Square. La sua offerta inizialmente fu rifiutata finché non accettò una diversa sistemazione. La costruzione poté finalmente essere iniziata dopo nuove discussioni. Questo nuovo cantiere fu l'occasione per demolire anche il Municipio del Vescovo che era in pessime condizioni poiché il vescovo non aveva i soldi per la sua manutenzione. Il vescovo così accettò volentieri il progetto e riuscì a convincere la corporazione cittadina di includere una prigione e di prevedere uno spazio per ospitare la Corte Vescovile, le Corti del Decano e del Capitolo e le sessioni per la Chiusura, senza che il Vescovo avesse alcuna responsabilità per la manutenzione degli edifici. Le spese di mantenimento del carceriere cittadino doveva essere sostenute dalla Corporazione, ma solo con l'approvazione del vescovo. In cambio, il vescovo rinunciò al suo ruolo di controllo del mercato cedendolo alla città. Nel 1795 fu approvata una legge del Parlamento per consentire questi cambiamenti, la vecchia sede fu demolita e al suo posto fu costruita la nuova sede del municipio.
il nuovo edificio fu progettato da Robert Taylor e fu completato, con alcune modifiche, da William Pilkington tra il 1788 e il 1795. Nel corso degli anni fu oggetto di aggiunte e modifiche, che in particolare riguardarono l'aggiunta della sala della giuria nel 1829. La Corte della Corona, che vi ha sede, si occupò di tutte le questioni giudiziarie dal 1795 al 2010. La sala in seguito è stata riprogettata per poter essere utilizzata per le funzioni del Consiglio. La botola nel pavimento al centro della stanza, sigillata, permetteva agli imputati che salivano delle scale molto strette fino al banco degli imputati per comparire davanti al giudice. Molti poi dovevano ridiscendere quelle scale per raggiungere le minuscole celle sotterranee. Nel gennaio del 1831 qui furono esaminati 339 casi di persone coinvolte in una rivolta diffusa contro le dure condizioni di lavoro e la crescente meccanizzazione dell'agricoltura, che portò alla deportazione di 150 persone in Tasmania e a due condanne a morte, successivamente annullate. In questa sede fu condannato a morte William Wright, e la sua fu l'ultima esecuzione nella vicina prigione di Fisherton nel 1855. Aveva ucciso la moglie quando lei aveva dichiarato di volerlo lasciare per un altro uomo, tagliandole il collo con un rasoio. Poi aveva rivolto il rasoio contro se stesso, tagliandosi la gola ma sopravvivendo. I giornali dell'epoca riportano che quando fu impiccato, la sua ferita si riaprì, rendendo la scena particolarmente macabra.

## Descrizione
L'English Heritage ha inserito dal 28 febbraio 1952 il municipio di Salisbury tra gli edifici storici come monumento classificato di seconda categoria col numero 1242739. Il municipio di Salisbury si trova nella centrale piazza del Mercato (in inglese Market Place) di Salisbury nella contea del Wiltshire, Sud Ovest dell'Inghilterra, Regno Unito. 

### Esterni
La facciata è simmetrica in mattoni bianchi su una base sporgente in pietra bugnata. Il tetto è a padiglione con copertura in ardesia. Questa facciata principale è costituita da un blocco centrale con una leggera sporgenza e un portico dorico esastilo in pietra con fregio a triglifi e cornice modanata, che si erge su un ampio pianerottolo in pietra, a cui si accede tramite quattro gradini per tutta la larghezza e un rinvio a ciascuna estremità. La grande porta centrale a due ante a sei pannelli si trova sotto il portico, circondata da una cornice in pietra modanata con architrave e con lo stemma della città in un pannello sopra la cornice. Vi sono tre finestre ad arco al primo piano nella parete principale sopra il portico con cornici in pietra e conci a raggiera. Il blocco centrale è fiancheggiato da una finestra ad arco molto alta su ciascun lato, e in una nicchia ad arco con una cornice di pietra sporgente e vermicolata, vi è un arco a cono con alta chiave di volta in bugnato, di grandi dimensioni. Il portico era originariamente posizionato centralmente sul lato ovest dell'edificio ma fu rimosso in seguito e ricostruito sul lato nord. La sua posizione originale è occupata da una sezione sporgente con una finestra a nord e tre a ovest, di disegno generale simile ma con una cornice più semplice. La facciata su Queen Street è simile, ma con un ampio arco centrale di tre finestre. La facciata su Butcher Row è simile.

### Interni
Dall'ingresso principale dell'edificio si arriva a un'ampia scalinata, sotto la quale si trova un camino, l'unico sopravvissuto all'incendio del 1780 che colpì la struttura. La sala dei banchetti è la sala principale che ha ospitato molti ospiti importanti nel corso degli anni, tra cui re Giorgio III del Regno Unito, l'ammiraglio Horatio Nelson, la principessa Diana Spencer e la regina Elisabetta II del Regno Unito. Le pareti sono ricoperte da una vasta collezione di quadri, per lo più di reali, benefattori e sindaci di Salisbury. Ci sono alcuni imponenti lampadari, un tempo alimentati a candele, che risalgono al 1797. La sala ospita parte della collezione di argenteria di Salisbury, tra cui tre mazze ferrate in argento di re Giorgio II di Gran Bretagna. Queste furono commissionate nel 1749 e sono uniche in Inghilterra. La mazza ferrata più grande è la seconda più grande del Paese. C'è anche il cucchiaio da imbastitura realizzato per il Giubileo di diamante di Vittoria del Regno Unito nel 1897, utilizzato per imbastire un bue arrostito nella piazza del Mercato. Vi si conserva anche la Victoria Cross di Thomas Adlam. Questa è la più alta e prestigiosa onorificenza al valore di fronte al nemico che possa essere conferita a un soldato. Visse al numero 2 di Farley Road a Salisbury e ricevette la medaglia per le sue azioni nel 1916 durante la prima guerra mondiale. Le antiche celle si trovano sotto le aule principali dell'antico tribunale. In origine c'erano due livelli di celle, uno per gli uomini e uno per le donne, ma quelli femminili sono stati convertiti in uffici comunali. Ciò che rimane è il piano inferiore delle celle, quattro minuscole stanze che si aprono sui tunnel inferiori. Utilizzate fino al 2000 e non sono più in uso perché violano ogni sorta di norme e regolamenti sul trattamento dei detenuti.